# Didi Gregorius
Mariekson Julius "Didi" Gregorius, född 18 februari 1990 i Amsterdam, är en nederländsk professionell basebollspelare som spelar som shortstop för Philadelphia Phillies i Major League Baseball (MLB). Han har tidigare spelat för Cincinnati Reds, Arizona Diamondbacks och New York Yankees
Gregorius deltog också i 2017 års upplaga av World Baseball Classic.